# Yellow No. 5
Yellow No. 5 – piąta płyta amerykańskiego zespołu Mustard Plug.

## Lista nagrań
1. "Not Enough" – 2:44
2. "Get It Goin' On" – 2:25
3. "The Park" – 2:40
4. "You Want It, We Got It" – 2:28
5. "Already Gone" – 3:13
6. "Safe" – 2:38
7. "Just A Minute" – 2:54
8. "No One But Myself" – 2:43
9. "Your Secret" – 2:36
10. "In Your Face" – 2:16
11. "Sorry Now" – 2:20